# Hrobka Thun-Hohensteinů (Liblice)
Hrobka Thun-Hohensteinů je pohřební kaple Panny Marie, dříve také nazývaná mausoleum s ostatky třech členů šlechtického rodu Thun-Hohensteinů v Liblicích v okrese Mělník. Novorománská stavba z roku 1899 se nachází v březovém hájku západně od zámku Liblice. Hrobka je památkově chráněná jako součást areálu zámku.

## Historie a popis

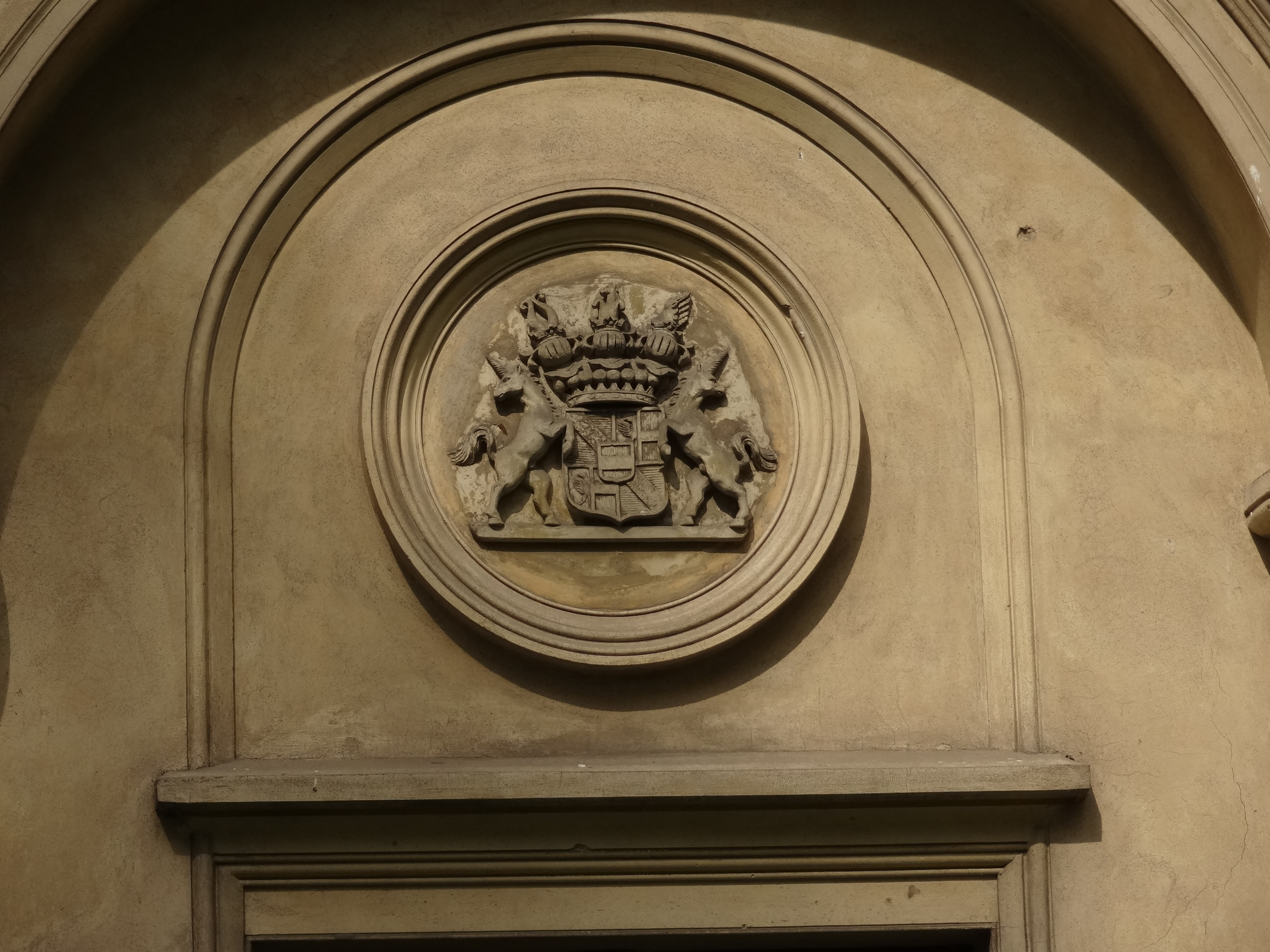
Rodový erb nad vstupem

V roce 1863 koupila od hraběte Vojtěcha Deyma ze Stříteže (1812–1863) statek a zámek Liblice hraběnka Antonie z Waldstein-Wartenbergu, rozená Boudová (1827–1901), vdova po Jiřím Antonínu z Waldstein-Wartenbergu (1818–1854) z duchcovské linie rodu. Po její smrti zámek zdědila její dcera Christiana, provdaná Thun-Hohensteinová (1854–1937), která také po smrti manžela iniciovala výstavbu pohřební kaple.
Hrobní kaple byla postavena v roce 1899 a původně se nacházela nedaleko zaniklé obce Mladá u Milovic. V roce 1904 byl na území, kde stála kaple s hrobkou, zřízen vojenský prostor. Aby nebyla stavba při vojenských střelbách poničena, bylo rozhodnuto, že bude kaple na náklady armády přesunuta. Před koncem první světové války byla kaple i s oplocením rozebrána, převezena do Liblic a znovu postavena.
Novorománská osmiboká kaple s lichými arkádami má jehlanovitou střechu zakončenou lucernou a je sklenuta kupolí. Nad vstupem je plastický erb rodu Thun-Hohensteinů.
V roce 1945 byl Thun-Hohensteinům v Československu zabaven majetek na základě Benešových dekretů.

## Seznam pohřbených
V kapli byli pochováni Leopold Bohumil hrabě z Thun-Hohensteinu z benátecké rodové větve, jeho syn Leonard hrabě z Thun-Hohensteinu, který padl na frontě na začátku první světové války, a nakonec i sama hraběnka Christiana z Thun-Hohensteinu, zakladatelka kaple.

### Chronologicky podle data úmrtí
V tabulce jsou uvedeny základní informace o pohřbených. Fialově jsou vyznačeni příslušníci rodu Thun-Hohensteinů, žlutě je vyznačena manželka přivdaná do rodiny. Děti jsou vypsány v poznámce u matky.
| Pořadí | Gene-race                                 | Jméno pohřbeného                   | Datum a místo narození                                              | Otec                                                                           | Datum a místo sňatku, choť                                    | Pohřeb a uložení do hrobky                                               | Poznámky |
| Pořadí | Gene-race                                 | Jméno pohřbeného                   | Datum a místo úmrtí                                                 | Matka                                                                          | Datum a místo sňatku, choť                                    | Pohřeb a uložení do hrobky                                               | Poznámky |
| ------ | ----------------------------------------- | ---------------------------------- | ------------------------------------------------------------------- | ------------------------------------------------------------------------------ | ------------------------------------------------------------- | ------------------------------------------------------------------------ | --- |
| 1.     |                                           | Leopold Bohumil z Thun-Hohensteinu | 3. 3. 1842 Praha                                                    | Leopold Leonhard 15. 11. 1797 Praha – 10. 4. 1877 Praha                        | 6. 6. 1874 Duchcov: Christiana z Waldstein-Wartenbergu (č. 3) | Pohřeb 29. 11. 1898, dne 4. 11. 1901 převezen do rodinné hrobky u Mladé. | |
| 1.     | 27. 11. 1898 Štěpánský zámeček v Obříství | Leopold Bohumil z Thun-Hohensteinu | Alžběta Mladotová ze Solopisk 10. 4. 1805 Praha – 17. 1. 1876 Praha |                                                                                | 6. 6. 1874 Duchcov: Christiana z Waldstein-Wartenbergu (č. 3) | Pohřeb 29. 11. 1898, dne 4. 11. 1901 převezen do rodinné hrobky u Mladé. | |
| 2.     |                                           | Leonard z Thun-Hohensteinu         | 23. 5. 1876 Benátky nad Jizerou                                     | Leopold Bohumil z Thun-Hohensteinu (č. 1)                                      |                                                               |                                                                          | V západní části zámeckého parku nedaleko hrobní kaple se nachází kříž, který byl postaven na památku hraběte padlého v 1. světové válce. |
| 2.     | 11. 12. 1914 Limanov (padl)               | Leonard z Thun-Hohensteinu         | Christiana z Waldstein-Wartenbergu (č. 3)                           |                                                                                |                                                               |                                                                          | V západní části zámeckého parku nedaleko hrobní kaple se nachází kříž, který byl postaven na památku hraběte padlého v 1. světové válce. |
| 3.     |                                           | Christiana z Waldstein-Wartenbergu | 6. 7. 1854 Duchcov                                                  | Jiří Antonín z Waldstein-Wartenbergu 20. 1. 1818 Litomyšl – 6. 7. 1854 Duchcov | 6. 6. 1874 Duchcov: Leopold Bohumil z Thun-Hohensteinu (č. 1) |                                                                          | Zakladatelka hrobky. Měla čtyři děti: - 1. Leopoldina Alžběta, provdaná Podstatzká-Lichtenstein (1875–1964; pohřbena v Deutschlandsbergu a od roku 2008 v hrobce Podstatzky-Lichtensteinů pod kostelem sv. Jakuba ve Velkém Újezdě) - 2. Leohard Eusebius (č. 2) - 3. Christian Johann (1878–1970) - 4. Josefina Antonie, provdaná Lobkowiczová (1886–1971) |
| 3.     | 28. 9. 1937 Liblice                       | Christiana z Waldstein-Wartenbergu | Antonie Boudová 20. 2. 1827 – 2. 9. 1901 Liblice                    |                                                                                | 6. 6. 1874 Duchcov: Leopold Bohumil z Thun-Hohensteinu (č. 1) |                                                                          | Zakladatelka hrobky. Měla čtyři děti: - 1. Leopoldina Alžběta, provdaná Podstatzká-Lichtenstein (1875–1964; pohřbena v Deutschlandsbergu a od roku 2008 v hrobce Podstatzky-Lichtensteinů pod kostelem sv. Jakuba ve Velkém Újezdě) - 2. Leohard Eusebius (č. 2) - 3. Christian Johann (1878–1970) - 4. Josefina Antonie, provdaná Lobkowiczová (1886–1971) |

### Příbuzenské vztahy pohřbených
Následující schéma znázorňuje příbuzenské vztahy. Červeně orámovaní byli pohřbeni v hrobce, arabské číslice odpovídají pořadí úmrtí podle předchozí tabulky. Římské číslice představují pořadí manželky, pokud se některý mužský člen oženil více než jednou. Vzhledem k účelu schématu se nejedná o kompletní rodokmen Thun-Hohensteinů.
| Jiří Antonín z Waldstein-Wartenbergu 1818–1854 | Jiří Antonín z Waldstein-Wartenbergu 1818–1854 | Jiří Antonín z Waldstein-Wartenbergu 1818–1854 | Jiří Antonín z Waldstein-Wartenbergu 1818–1854 | Jiří Antonín z Waldstein-Wartenbergu 1818–1854 | Jiří Antonín z Waldstein-Wartenbergu 1818–1854 |                                                 |                                                 |                                                 |                                                 |                                                 |                                                 | Antonie Boudová 1827–1901                    | Antonie Boudová 1827–1901                    | Antonie Boudová 1827–1901          | Antonie Boudová 1827–1901          | Antonie Boudová 1827–1901               | Antonie Boudová 1827–1901               |                                                 |                                                 |                                                 |                                                 |                                                 |                                                 | I. Josefína Mladotová ze Solopisk 1804–1827 | I. Josefína Mladotová ze Solopisk 1804–1827 | I. Josefína Mladotová ze Solopisk 1804–1827  | I. Josefína Mladotová ze Solopisk 1804–1827  | I. Josefína Mladotová ze Solopisk 1804–1827  | I. Josefína Mladotová ze Solopisk 1804–1827  |                                              |                                              | Leopold Leonhard z Thun-Hohensteinu 1797–1877 | Leopold Leonhard z Thun-Hohensteinu 1797–1877 | Leopold Leonhard z Thun-Hohensteinu 1797–1877 | Leopold Leonhard z Thun-Hohensteinu 1797–1877 | Leopold Leonhard z Thun-Hohensteinu 1797–1877 | Leopold Leonhard z Thun-Hohensteinu 1797–1877 |                                     |                                     |                                     |                                     |                                              |                                              | II. Alžběta Mladotová ze Solopisk 1805–1876  | II. Alžběta Mladotová ze Solopisk 1805–1876  | II. Alžběta Mladotová ze Solopisk 1805–1876  | II. Alžběta Mladotová ze Solopisk 1805–1876  | II. Alžběta Mladotová ze Solopisk 1805–1876 | II. Alžběta Mladotová ze Solopisk 1805–1876 |                                                       |                                                       |                                                       |                                                       |                                                       |                                                       |                                     |                                     |                                      |                                      |                                      |                                      |                                      |                                      |  |  |                                            |                                            |                                            |                                            |                                            |                                            |  |  |
| Jiří Antonín z Waldstein-Wartenbergu 1818–1854 | Jiří Antonín z Waldstein-Wartenbergu 1818–1854 | Jiří Antonín z Waldstein-Wartenbergu 1818–1854 | Jiří Antonín z Waldstein-Wartenbergu 1818–1854 | Jiří Antonín z Waldstein-Wartenbergu 1818–1854 | Jiří Antonín z Waldstein-Wartenbergu 1818–1854 |                                                 |                                                 |                                                 |                                                 |                                                 |                                                 | Antonie Boudová 1827–1901                    | Antonie Boudová 1827–1901                    | Antonie Boudová 1827–1901          | Antonie Boudová 1827–1901          | Antonie Boudová 1827–1901               | Antonie Boudová 1827–1901               |                                                 |                                                 |                                                 |                                                 |                                                 |                                                 | I. Josefína Mladotová ze Solopisk 1804–1827 | I. Josefína Mladotová ze Solopisk 1804–1827 | I. Josefína Mladotová ze Solopisk 1804–1827  | I. Josefína Mladotová ze Solopisk 1804–1827  | I. Josefína Mladotová ze Solopisk 1804–1827  | I. Josefína Mladotová ze Solopisk 1804–1827  |                                              |                                              | Leopold Leonhard z Thun-Hohensteinu 1797–1877 | Leopold Leonhard z Thun-Hohensteinu 1797–1877 | Leopold Leonhard z Thun-Hohensteinu 1797–1877 | Leopold Leonhard z Thun-Hohensteinu 1797–1877 | Leopold Leonhard z Thun-Hohensteinu 1797–1877 | Leopold Leonhard z Thun-Hohensteinu 1797–1877 |                                     |                                     |                                     |                                     |                                              |                                              | II. Alžběta Mladotová ze Solopisk 1805–1876  | II. Alžběta Mladotová ze Solopisk 1805–1876  | II. Alžběta Mladotová ze Solopisk 1805–1876  | II. Alžběta Mladotová ze Solopisk 1805–1876  | II. Alžběta Mladotová ze Solopisk 1805–1876 | II. Alžběta Mladotová ze Solopisk 1805–1876 |                                                       |                                                       |                                                       |                                                       |                                                       |                                                       |                                     |                                     |                                      |                                      |                                      |                                      |                                      |                                      |  |  |                                            |                                            |                                            |                                            |                                            |                                            |  |  |
|                                                |                                                |                                                |                                                |                                                |                                                |                                                 |                                                 |                                                 |                                                 |                                                 |                                                 |                                              |                                              |                                    |                                    |                                         |                                         |                                                 |                                                 |                                                 |                                                 |                                                 |                                                 |                                             |                                             |                                              |                                              |                                              |                                              |                                              |                                              |                                               |                                               |                                               |                                               |                                               |                                               |                                     |                                     |                                     |                                     |                                              |                                              |                                              |                                              |                                              |                                              |                                             |                                             |                                                       |                                                       |                                                       |                                                       |                                                       |                                                       |                                     |                                     |                                      |                                      |                                      |                                      |                                      |                                      |  |  |                                            |                                            |                                            |                                            |                                            |                                            |  |  |
|                                                |                                                |                                                |                                                |                                                |                                                |                                                 |                                                 |                                                 |                                                 |                                                 |                                                 |                                              |                                              |                                    |                                    |                                         |                                         |                                                 |                                                 |                                                 |                                                 |                                                 |                                                 |                                             |                                             |                                              |                                              |                                              |                                              |                                              |                                              |                                               |                                               |                                               |                                               |                                               |                                               |                                     |                                     |                                     |                                     |                                              |                                              |                                              |                                              |                                              |                                              |                                             |                                             |                                                       |                                                       |                                                       |                                                       |                                                       |                                                       |                                     |                                     |                                      |                                      |                                      |                                      |                                      |                                      |  |  |                                            |                                            |                                            |                                            |                                            |                                            |  |  |
|                                                |                                                |                                                |                                                |                                                |                                                | 3. Christiana z Waldstein-Wartenbergu 1854–1937 | 3. Christiana z Waldstein-Wartenbergu 1854–1937 | 3. Christiana z Waldstein-Wartenbergu 1854–1937 | 3. Christiana z Waldstein-Wartenbergu 1854–1937 | 3. Christiana z Waldstein-Wartenbergu 1854–1937 | 3. Christiana z Waldstein-Wartenbergu 1854–1937 |                                              |                                              |                                    |                                    |                                         |                                         | 1. Leopold Bohumil z Thun-Hohensteinu 1842–1898 | 1. Leopold Bohumil z Thun-Hohensteinu 1842–1898 | 1. Leopold Bohumil z Thun-Hohensteinu 1842–1898 | 1. Leopold Bohumil z Thun-Hohensteinu 1842–1898 | 1. Leopold Bohumil z Thun-Hohensteinu 1842–1898 | 1. Leopold Bohumil z Thun-Hohensteinu 1842–1898 |                                             |                                             | Antonín Vincenc z Thun-Hohensteinu 1834–1888 | Antonín Vincenc z Thun-Hohensteinu 1834–1888 | Antonín Vincenc z Thun-Hohensteinu 1834–1888 | Antonín Vincenc z Thun-Hohensteinu 1834–1888 | Antonín Vincenc z Thun-Hohensteinu 1834–1888 | Antonín Vincenc z Thun-Hohensteinu 1834–1888 |                                               |                                               | Silvie z Leonu 1847–1918                      | Silvie z Leonu 1847–1918                      | Silvie z Leonu 1847–1918                      | Silvie z Leonu 1847–1918                      | Silvie z Leonu 1847–1918            | Silvie z Leonu 1847–1918            |                                     |                                     | Ladislav Rudolf z Thun-Hohensteinu 1835–1887 | Ladislav Rudolf z Thun-Hohensteinu 1835–1887 | Ladislav Rudolf z Thun-Hohensteinu 1835–1887 | Ladislav Rudolf z Thun-Hohensteinu 1835–1887 | Ladislav Rudolf z Thun-Hohensteinu 1835–1887 | Ladislav Rudolf z Thun-Hohensteinu 1835–1887 |                                             |                                             | Marie Gabriela z Trauttmansdorff-Weinsbergu 1840–1923 | Marie Gabriela z Trauttmansdorff-Weinsbergu 1840–1923 | Marie Gabriela z Trauttmansdorff-Weinsbergu 1840–1923 | Marie Gabriela z Trauttmansdorff-Weinsbergu 1840–1923 | Marie Gabriela z Trauttmansdorff-Weinsbergu 1840–1923 | Marie Gabriela z Trauttmansdorff-Weinsbergu 1840–1923 |                                     |                                     | Terezie z Thun-Hohensteinu 1837–1908 | Terezie z Thun-Hohensteinu 1837–1908 | Terezie z Thun-Hohensteinu 1837–1908 | Terezie z Thun-Hohensteinu 1837–1908 | Terezie z Thun-Hohensteinu 1837–1908 | Terezie z Thun-Hohensteinu 1837–1908 |  |  | Bedřich Maria z Nostitz-Rienecku 1835–1866 | Bedřich Maria z Nostitz-Rienecku 1835–1866 | Bedřich Maria z Nostitz-Rienecku 1835–1866 | Bedřich Maria z Nostitz-Rienecku 1835–1866 | Bedřich Maria z Nostitz-Rienecku 1835–1866 | Bedřich Maria z Nostitz-Rienecku 1835–1866 |  |  |
|                                                |                                                |                                                |                                                |                                                |                                                | 3. Christiana z Waldstein-Wartenbergu 1854–1937 | 3. Christiana z Waldstein-Wartenbergu 1854–1937 | 3. Christiana z Waldstein-Wartenbergu 1854–1937 | 3. Christiana z Waldstein-Wartenbergu 1854–1937 | 3. Christiana z Waldstein-Wartenbergu 1854–1937 | 3. Christiana z Waldstein-Wartenbergu 1854–1937 |                                              |                                              |                                    |                                    |                                         |                                         | 1. Leopold Bohumil z Thun-Hohensteinu 1842–1898 | 1. Leopold Bohumil z Thun-Hohensteinu 1842–1898 | 1. Leopold Bohumil z Thun-Hohensteinu 1842–1898 | 1. Leopold Bohumil z Thun-Hohensteinu 1842–1898 | 1. Leopold Bohumil z Thun-Hohensteinu 1842–1898 | 1. Leopold Bohumil z Thun-Hohensteinu 1842–1898 |                                             |                                             | Antonín Vincenc z Thun-Hohensteinu 1834–1888 | Antonín Vincenc z Thun-Hohensteinu 1834–1888 | Antonín Vincenc z Thun-Hohensteinu 1834–1888 | Antonín Vincenc z Thun-Hohensteinu 1834–1888 | Antonín Vincenc z Thun-Hohensteinu 1834–1888 | Antonín Vincenc z Thun-Hohensteinu 1834–1888 |                                               |                                               | Silvie z Leonu 1847–1918                      | Silvie z Leonu 1847–1918                      | Silvie z Leonu 1847–1918                      | Silvie z Leonu 1847–1918                      | Silvie z Leonu 1847–1918            | Silvie z Leonu 1847–1918            |                                     |                                     | Ladislav Rudolf z Thun-Hohensteinu 1835–1887 | Ladislav Rudolf z Thun-Hohensteinu 1835–1887 | Ladislav Rudolf z Thun-Hohensteinu 1835–1887 | Ladislav Rudolf z Thun-Hohensteinu 1835–1887 | Ladislav Rudolf z Thun-Hohensteinu 1835–1887 | Ladislav Rudolf z Thun-Hohensteinu 1835–1887 |                                             |                                             | Marie Gabriela z Trauttmansdorff-Weinsbergu 1840–1923 | Marie Gabriela z Trauttmansdorff-Weinsbergu 1840–1923 | Marie Gabriela z Trauttmansdorff-Weinsbergu 1840–1923 | Marie Gabriela z Trauttmansdorff-Weinsbergu 1840–1923 | Marie Gabriela z Trauttmansdorff-Weinsbergu 1840–1923 | Marie Gabriela z Trauttmansdorff-Weinsbergu 1840–1923 |                                     |                                     | Terezie z Thun-Hohensteinu 1837–1908 | Terezie z Thun-Hohensteinu 1837–1908 | Terezie z Thun-Hohensteinu 1837–1908 | Terezie z Thun-Hohensteinu 1837–1908 | Terezie z Thun-Hohensteinu 1837–1908 | Terezie z Thun-Hohensteinu 1837–1908 |  |  | Bedřich Maria z Nostitz-Rienecku 1835–1866 | Bedřich Maria z Nostitz-Rienecku 1835–1866 | Bedřich Maria z Nostitz-Rienecku 1835–1866 | Bedřich Maria z Nostitz-Rienecku 1835–1866 | Bedřich Maria z Nostitz-Rienecku 1835–1866 | Bedřich Maria z Nostitz-Rienecku 1835–1866 |  |  |
|                                                |                                                |                                                |                                                |                                                |                                                |                                                 |                                                 |                                                 |                                                 |                                                 |                                                 |                                              |                                              |                                    |                                    |                                         |                                         |                                                 |                                                 |                                                 |                                                 |                                                 |                                                 |                                             |                                             |                                              |                                              |                                              |                                              |                                              |                                              |                                               |                                               |                                               |                                               |                                               |                                               |                                     |                                     |                                     |                                     |                                              |                                              |                                              |                                              |                                              |                                              |                                             |                                             |                                                       |                                                       |                                                       |                                                       |                                                       |                                                       |                                     |                                     |                                      |                                      |                                      |                                      |                                      |                                      |  |  |                                            |                                            |                                            |                                            |                                            |                                            |  |  |
|                                                |                                                |                                                |                                                |                                                |                                                |                                                 |                                                 |                                                 |                                                 |                                                 |                                                 |                                              |                                              |                                    |                                    |                                         |                                         |                                                 |                                                 |                                                 |                                                 |                                                 |                                                 |                                             |                                             |                                              |                                              |                                              |                                              |                                              |                                              |                                               |                                               |                                               |                                               |                                               |                                               |                                     |                                     |                                     |                                     |                                              |                                              |                                              |                                              |                                              |                                              |                                             |                                             |                                                       |                                                       |                                                       |                                                       |                                                       |                                                       |                                     |                                     |                                      |                                      |                                      |                                      |                                      |                                      |  |  |                                            |                                            |                                            |                                            |                                            |                                            |  |  |
| Leopoldina z Thun-Hohensteinu 1875–1964        | Leopoldina z Thun-Hohensteinu 1875–1964        | Leopoldina z Thun-Hohensteinu 1875–1964        | Leopoldina z Thun-Hohensteinu 1875–1964        | Leopoldina z Thun-Hohensteinu 1875–1964        | Leopoldina z Thun-Hohensteinu 1875–1964        |                                                 |                                                 | Alois II. Podstatzky-Lichstenstein 1873–1918    | Alois II. Podstatzky-Lichstenstein 1873–1918    | Alois II. Podstatzky-Lichstenstein 1873–1918    | Alois II. Podstatzky-Lichstenstein 1873–1918    | Alois II. Podstatzky-Lichstenstein 1873–1918 | Alois II. Podstatzky-Lichstenstein 1873–1918 |                                    |                                    | 2. Leonard z Thun-Hohensteinu 1876–1914 | 2. Leonard z Thun-Hohensteinu 1876–1914 | 2. Leonard z Thun-Hohensteinu 1876–1914         | 2. Leonard z Thun-Hohensteinu 1876–1914         | 2. Leonard z Thun-Hohensteinu 1876–1914         | 2. Leonard z Thun-Hohensteinu 1876–1914         |                                                 |                                                 | Christian z Thun-Hohensteinu 1878–1970      | Christian z Thun-Hohensteinu 1878–1970      | Christian z Thun-Hohensteinu 1878–1970       | Christian z Thun-Hohensteinu 1878–1970       | Christian z Thun-Hohensteinu 1878–1970       | Christian z Thun-Hohensteinu 1878–1970       |                                              |                                              |                                               |                                               |                                               |                                               | Josefine von Blome 1902–1984                  | Josefine von Blome 1902–1984                  | Josefine von Blome 1902–1984        | Josefine von Blome 1902–1984        | Josefine von Blome 1902–1984        | Josefine von Blome 1902–1984        |                                              |                                              | Josefina z Thun-Hohensteinu 1886–1971        | Josefina z Thun-Hohensteinu 1886–1971        | Josefina z Thun-Hohensteinu 1886–1971        | Josefina z Thun-Hohensteinu 1886–1971        | Josefina z Thun-Hohensteinu 1886–1971       | Josefina z Thun-Hohensteinu 1886–1971       |                                                       |                                                       | Bedřich Maria z Lobkowicz 1881–1923                   | Bedřich Maria z Lobkowicz 1881–1923                   | Bedřich Maria z Lobkowicz 1881–1923                   | Bedřich Maria z Lobkowicz 1881–1923                   | Bedřich Maria z Lobkowicz 1881–1923 | Bedřich Maria z Lobkowicz 1881–1923 |                                      |                                      |                                      |                                      |                                      |                                      |  |  |                                            |                                            |                                            |                                            |                                            |                                            |  |  |
| Leopoldina z Thun-Hohensteinu 1875–1964        | Leopoldina z Thun-Hohensteinu 1875–1964        | Leopoldina z Thun-Hohensteinu 1875–1964        | Leopoldina z Thun-Hohensteinu 1875–1964        | Leopoldina z Thun-Hohensteinu 1875–1964        | Leopoldina z Thun-Hohensteinu 1875–1964        |                                                 |                                                 | Alois II. Podstatzky-Lichstenstein 1873–1918    | Alois II. Podstatzky-Lichstenstein 1873–1918    | Alois II. Podstatzky-Lichstenstein 1873–1918    | Alois II. Podstatzky-Lichstenstein 1873–1918    | Alois II. Podstatzky-Lichstenstein 1873–1918 | Alois II. Podstatzky-Lichstenstein 1873–1918 |                                    |                                    | 2. Leonard z Thun-Hohensteinu 1876–1914 | 2. Leonard z Thun-Hohensteinu 1876–1914 | 2. Leonard z Thun-Hohensteinu 1876–1914         | 2. Leonard z Thun-Hohensteinu 1876–1914         | 2. Leonard z Thun-Hohensteinu 1876–1914         | 2. Leonard z Thun-Hohensteinu 1876–1914         |                                                 |                                                 | Christian z Thun-Hohensteinu 1878–1970      | Christian z Thun-Hohensteinu 1878–1970      | Christian z Thun-Hohensteinu 1878–1970       | Christian z Thun-Hohensteinu 1878–1970       | Christian z Thun-Hohensteinu 1878–1970       | Christian z Thun-Hohensteinu 1878–1970       |                                              |                                              |                                               |                                               |                                               |                                               | Josefine von Blome 1902–1984                  | Josefine von Blome 1902–1984                  | Josefine von Blome 1902–1984        | Josefine von Blome 1902–1984        | Josefine von Blome 1902–1984        | Josefine von Blome 1902–1984        |                                              |                                              | Josefina z Thun-Hohensteinu 1886–1971        | Josefina z Thun-Hohensteinu 1886–1971        | Josefina z Thun-Hohensteinu 1886–1971        | Josefina z Thun-Hohensteinu 1886–1971        | Josefina z Thun-Hohensteinu 1886–1971       | Josefina z Thun-Hohensteinu 1886–1971       |                                                       |                                                       | Bedřich Maria z Lobkowicz 1881–1923                   | Bedřich Maria z Lobkowicz 1881–1923                   | Bedřich Maria z Lobkowicz 1881–1923                   | Bedřich Maria z Lobkowicz 1881–1923                   | Bedřich Maria z Lobkowicz 1881–1923 | Bedřich Maria z Lobkowicz 1881–1923 |                                      |                                      |                                      |                                      |                                      |                                      |  |  |                                            |                                            |                                            |                                            |                                            |                                            |  |  |
|                                                |                                                |                                                |                                                |                                                |                                                |                                                 |                                                 |                                                 |                                                 |                                                 |                                                 |                                              |                                              |                                    |                                    |                                         |                                         |                                                 |                                                 |                                                 |                                                 |                                                 |                                                 |                                             |                                             |                                              |                                              |                                              |                                              |                                              |                                              |                                               |                                               |                                               |                                               |                                               |                                               |                                     |                                     |                                     |                                     |                                              |                                              |                                              |                                              |                                              |                                              |                                             |                                             |                                                       |                                                       |                                                       |                                                       |                                                       |                                                       |                                     |                                     |                                      |                                      |                                      |                                      |                                      |                                      |  |  |                                            |                                            |                                            |                                            |                                            |                                            |  |  |
|                                                |                                                |                                                |                                                |                                                |                                                |                                                 |                                                 |                                                 |                                                 |                                                 |                                                 |                                              |                                              |                                    |                                    |                                         |                                         |                                                 |                                                 |                                                 |                                                 |                                                 |                                                 |                                             |                                             |                                              |                                              |                                              |                                              |                                              |                                              |                                               |                                               |                                               |                                               |                                               |                                               |                                     |                                     |                                     |                                     |                                              |                                              |                                              |                                              |                                              |                                              |                                             |                                             |                                                       |                                                       |                                                       |                                                       |                                                       |                                                       |                                     |                                     |                                      |                                      |                                      |                                      |                                      |                                      |  |  |                                            |                                            |                                            |                                            |                                            |                                            |  |  |
|                                                |                                                |                                                |                                                |                                                |                                                |                                                 |                                                 |                                                 |                                                 |                                                 |                                                 |                                              |                                              | Romedius Thun-Hohenstein 1925–1984 | Romedius Thun-Hohenstein 1925–1984 | Romedius Thun-Hohenstein 1925–1984      | Romedius Thun-Hohenstein 1925–1984      | Romedius Thun-Hohenstein 1925–1984              | Romedius Thun-Hohenstein 1925–1984              |                                                 |                                                 | Philippa von Bredow 1923–?                      | Philippa von Bredow 1923–?                      | Philippa von Bredow 1923–?                  | Philippa von Bredow 1923–?                  | Philippa von Bredow 1923–?                   | Philippa von Bredow 1923–?                   |                                              |                                              | I. Juliane Bock 1928–?                       | I. Juliane Bock 1928–?                       | I. Juliane Bock 1928–?                        | I. Juliane Bock 1928–?                        | I. Juliane Bock 1928–?                        | I. Juliane Bock 1928–?                        |                                               |                                               | Christian Thun-Hohenstein 1927–1980 | Christian Thun-Hohenstein 1927–1980 | Christian Thun-Hohenstein 1927–1980 | Christian Thun-Hohenstein 1927–1980 | Christian Thun-Hohenstein 1927–1980          | Christian Thun-Hohenstein 1927–1980          |                                              |                                              | II. Dagmar von Kalnein 1929–?                | II. Dagmar von Kalnein 1929–?                | II. Dagmar von Kalnein 1929–?               | II. Dagmar von Kalnein 1929–?               | II. Dagmar von Kalnein 1929–?                         | II. Dagmar von Kalnein 1929–?                         |                                                       |                                                       |                                                       |                                                       |                                     |                                     |                                      |                                      |                                      |                                      |                                      |                                      |  |  |                                            |                                            |                                            |                                            |                                            |                                            |  |  |
|                                                |                                                |                                                |                                                |                                                |                                                |                                                 |                                                 |                                                 |                                                 |                                                 |                                                 |                                              |                                              | Romedius Thun-Hohenstein 1925–1984 | Romedius Thun-Hohenstein 1925–1984 | Romedius Thun-Hohenstein 1925–1984      | Romedius Thun-Hohenstein 1925–1984      | Romedius Thun-Hohenstein 1925–1984              | Romedius Thun-Hohenstein 1925–1984              |                                                 |                                                 | Philippa von Bredow 1923–?                      | Philippa von Bredow 1923–?                      | Philippa von Bredow 1923–?                  | Philippa von Bredow 1923–?                  | Philippa von Bredow 1923–?                   | Philippa von Bredow 1923–?                   |                                              |                                              | I. Juliane Bock 1928–?                       | I. Juliane Bock 1928–?                       | I. Juliane Bock 1928–?                        | I. Juliane Bock 1928–?                        | I. Juliane Bock 1928–?                        | I. Juliane Bock 1928–?                        |                                               |                                               | Christian Thun-Hohenstein 1927–1980 | Christian Thun-Hohenstein 1927–1980 | Christian Thun-Hohenstein 1927–1980 | Christian Thun-Hohenstein 1927–1980 | Christian Thun-Hohenstein 1927–1980          | Christian Thun-Hohenstein 1927–1980          |                                              |                                              | II. Dagmar von Kalnein 1929–?                | II. Dagmar von Kalnein 1929–?                | II. Dagmar von Kalnein 1929–?               | II. Dagmar von Kalnein 1929–?               | II. Dagmar von Kalnein 1929–?                         | II. Dagmar von Kalnein 1929–?                         |                                                       |                                                       |                                                       |                                                       |                                     |                                     |                                      |                                      |                                      |                                      |                                      |                                      |  |  |                                            |                                            |                                            |                                            |                                            |                                            |  |  |